# 欽定宗人府則例
欽定宗人府則例，是中國清朝中央政府的政書，由宗人府奉敕纂修。

## 概略
乾隆五十七年（1792年）始纂16卷。嘉慶十六年（1811年），宗人府奏請纂輯則例，並聲明每十年續修一次。纂修時由宗人府奏請開宗人府則例館（例開之館）專司修訂，限一年成書。
則例成書計31卷，內容包含宗室、覺羅旗族、支派、爵位、命名、婚喪、禮制、法制、職官、繼承、教育、卹典等一切事務。
往後於道光十九年（1839年）、二十九年（1849年）、同治七年（1868年）、光緒四年（1878年）、二十四年（1898年）歷次續修。

## 現存版本
- 淳穎等奉敕修，嘉慶七年內府朱絲欄精鈔本，十六卷。收入朱家溍等輯，《故宮珍本叢刊》（海口：海南出版社，2000年，景印本）。
- 載銓等奉敕修，道光十九年內府朱絲欄精鈔巾箱本，三十一卷，首一卷。
- 奕杕等奉敕修，光緖四年內府刻本，三十一卷，首一卷。
- 世鐸等奉敕修，光緖十四年內府鈔本，三十一卷，首一卷。收入朱家溍等輯，《故宮珍本叢刊》（海口：海南出版社，2000年，景印本）。